# 수육국밥
수육국밥은 푹 고은 사골국물에 돼지고기 혹은 쇠고기 삶은 것을 먹기 좋게 썰어 맛을 낸 국밥의 종류이다.
일반적으로 수육국밥에는 내장 같은 부속물이 들어가지 않고 목살, 목전지를 삶아 사용한다.
수육국밥은 부산의 대표 음식인 돼지국밥을 서울식으로 담백하게 조리해 만든 음식이다.
보통 새우젓과 양념장으로 간을 맞춰 기호에 따라 먹는다.

## 돼지 수육 국밥
돼지고기를 이용한 수육국밥은 사용하는 부위에 차이는 있겠지만 대부분 목살, 목전지 부분을 사용하여 국밥을 만든다.